# Karrakatta Cemetery
Karrakatta Cemetery is een begraafplaats in de buitenwijk Karrakatta van West-Australiës hoofdstad Perth.

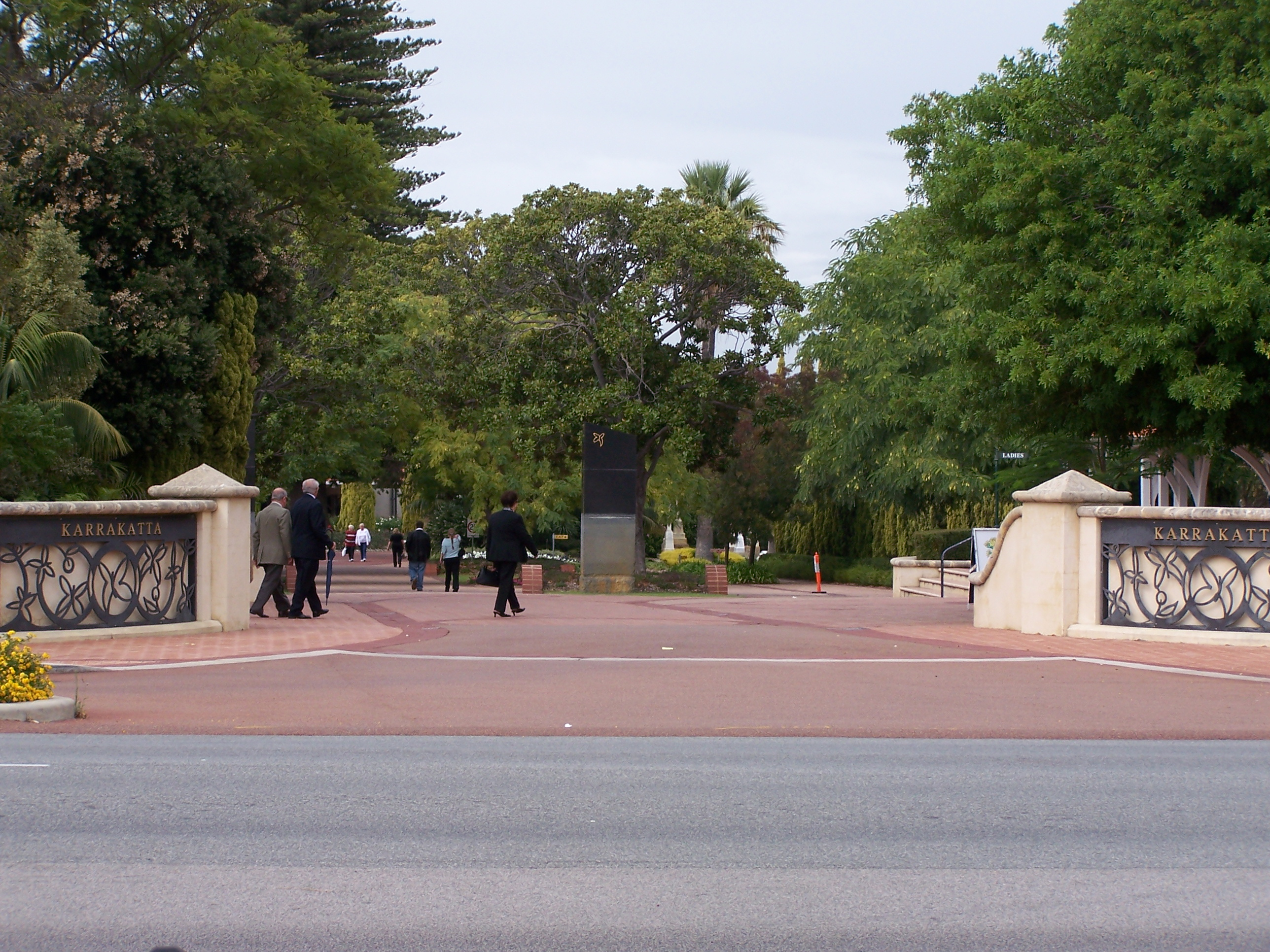
Ingang begraafplaats van Karrakatta

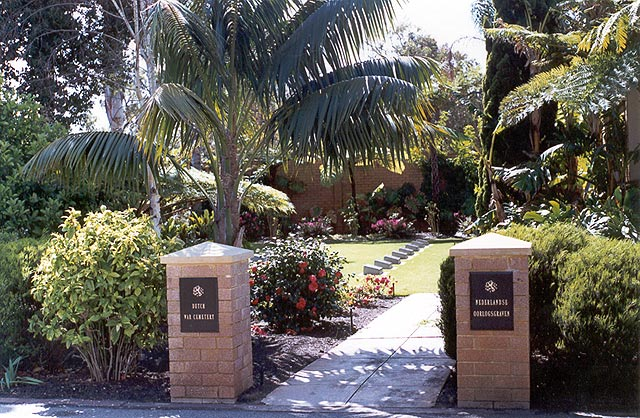
Nederlands ereveld

De begraafplaats wordt beheerd door de Metropolitan Cemeteries Board en ontvangt jaarlijks meer dan een miljoen bezoekers.
De cipressen aan de hoofdingang zijn kenmerkend voor de begraafplaats.

## Geschiedenis
De begraafplaats werd voor het eerst in gebruik genomen in 1899. Wagenmaker Robert Creighton was de eerste dode die er begraven werd.
In 1905 werd het ontwerpen van het wachthuis aan de ingang van de begraafplaats aan de architect George Temple-Poole toevertrouwd.
In 1937 werd het crematorium geopend en in 1995 West-Australiës eerste mausoleum.

## Oorlogsgraven
In december 2019 lagen er 111 Australische militairen uit de Eerste Wereldoorlog en 141 uit de Tweede Wereldoorlog begraven.
Er ligt een Nederlands ereveld op de begraafplaats van Karrakatta met 25 Nederlandse lichamen die werden terug gevonden na de Japanse bomaanval van 3 maart 1942 op Broome. Het is onduidelijk hoeveel slachtoffers er toen echt te betreuren vielen.

## Notabelen
- Alfred Canning, landmeter bekend van de eerste rabbit-proof fence
- Hal Colebatch, 12e premier van West-Australië
- Philip Collier, 14e premier van West-Australië
- Edith Cowan, Australische activiste en eerst vrouwelijke parlementslid in Australië
- John Curtin, 14e premier van Australië
- Alexander Forrest, ontdekkingsreiziger, landmeter, zakenman en parlementslid in West-Australië
- John Forrest, 1e premier van West-Australië
- Frank Hann, ontdekkingsreiziger
- Paul Hasluck, 7e gouverneur-generaal van Australië
- Lady James, feministe, echtgenote van Walter James, de 5e premier van West-Australië
- Heath Ledger, Australisch acteur
- Henry Lefroy, 11e premier van West-Australië
- James Mitchell, 13e premier en 20e gouverneur van West-Australië
- Alf Morgans, 4e premier van West-Australië
- John Scaddan, 10e premier van West-Australië
- George Temple-Poole, architect
- John Willcock, 15e premier van West-Australië
- Frank Wilson, 9e premier van West-Australië